# Александра Димитрова (поетеса)
За българската спортистка вижте Александра Димитрова (спортистка).
Александра Димитрова (на македонска литературна норма: Александра Димитрова) е поетеса, прозаичка и литературна критичка от Северна Македония.

## Биография
Родена е в Скопие на 20 септември 1977 година. Завършва Катедрата за македонска книжовност и южнославянски книжовности във Филологическия факултет „Блаже Конески“ в Скопски университет. След това защитава магистратура в 2011 година на тема „Постмодернистичките стапици во драмите на Горан Стефановски“ в същата катедра.

## Творчество
Поезията на Димитрова е преведена на немски, английски, турски, словашки и сръбски език. Автор е също така на проза и литературна критика.
- „Вежби за правилно дишење“ (поезия, 2002)
- „Јас-Ти“ (поезия, 2004)
- „Божица на подивените мачки“ (поезия, 2008)
- „Во аквариумот на Барби“ (поезия, 2009)
- „Дупка“ (поезия, 2019) – награда „Антево перо“